# Matías Nicolás Rodríguez
Matías Nicolás Rodríguez (San Luis, Argentina, 14 de abril de 1986) es un futbolista argentino nacionalizado chileno,que juega de Lateral en Deportes Melipilla de la Segunda División de Chile.
Se inició en las divisiones menores de Boca Juniors. Posteriormente, militó en importantes equipos de Sudamérica, entre ellos Nacional y Universidad de Chile. Con este último, en menos de tres años, ganó tres campeonatos nacionales, llegó a semifinales de la Copa Libertadores 2010 y 2012, además de proclamarse campeón de la Copa Sudamericana 2011.
En términos estadísticos, es el defensa más goleador en la historia de Universidad de Chile con 57 anotaciones en sus dos pasos por el equipo (2010-2012; 2015-2021).

## Trayectoria

### Argentina
Rodríguez viene de las divisiones inferiores de Boca Juniors donde nunca puedo afianzarse en sus primeros años. Jugó la temporada 2005-2006 del Torneo de la Primera B Nacional en Juventud Antoniana de Salta, Argentina. En el 2006 se fue al Barcelona de Guayaquil.
Su paso fugaz por el Barcelona de Ecuador
Barcelona se hizo dueño de sus derechos deportivos. Sin embargo, tras no tener oportunidades en el plantel principal se fue cedido a préstamo a Sociedad Deportiva Aucas de Ecuador en el año 2006.
Tras sus malas rachas, el club dueño de su pase decidió enviarlo a préstamo a Aucas, donde pudo demostrar su fútbol, pero no fue suficiente, finalmente el 2007 volvería a Boca Juniors.
Regresó a Boca Juniors pero no tuvo oportunidad alguna de actuar en el primer equipo del club xeneize, por eso mismo lo mandaron a préstamo a un club austriaco, el LASK Linz, donde tuvo un breve paso y no quedó. Volvió a Boca Juniors y un equipo uruguayo se fijó en él, Nacional de Uruguay.

### La titularidad en Nacional de Uruguay
Tras su paso por LASK Linz , firmó en Nacional de Uruguay, donde finalmente logró la consolidación y la titularidad permanente. También allí logró perfeccionarse en la posición de defensa central. Con este club, Rodríguez ganó el Campeonato Uruguayo de Primera División 2008/09.
En 2009 llegó a semifinales de la Copa Libertadores 2009. A finales del año 2009 firma con el equipo chileno, Universidad de Chile

### Universidad de Chile

#### 2010
Para el año 2010, fichó por Universidad de Chile. Fue presentado oficialmente el día viernes 15 de enero ocupando la camiseta número 5, aunque luego vistió la dorsal 6. Su primer gol con la camiseta de los azules lo marcó en el minuto 92 del partido ante Flamengo en el Estadio Maracaná, válido por la fase de grupos de la Copa Libertadores 2010 (encuentro que finalizaría 2-2).
En este club, al igual como lo hizo con su anterior equipo, Rodríguez logró alcanzar la semifinal de la Copa Libertadores 2010 al mando del entrenador Gerardo Pelusso, algo que la "U" no lograba desde la edición 1996.
Para el segundo semestre del 2010, el lateral comenzó a ser titular indiscutido en el esquema de los azules y a ganarse el cariño de la hinchada, sobre todo al hacerle un gol a Colo-Colo y otro a Universidad Católica por el torneo 2010.

#### 2011
El 2011 sería la consagración de Matías Rodríguez, ya que en este año se ganaría la titularidad indiscutida.
El 12 de junio, Rodríguez ganó con Universidad de Chile el título del Torneo de Apertura 2011, y en diciembre su primer trofeo internacional (la Copa Bridgestone Sudamericana 2011). Además ganaría posteriormente el Torneo de Clausura 2011, en la final ante Cobreloa anotó el 3-0 definitivo.

#### 2012
Al año siguiente, en marzo de 2012, Matías anotó dos de los goles más importantes de su carrera (el segundo, en el último minuto de partido), ambos a Peñarol por fase de grupos de Copa Libertadores. Luego en el mismo mes anotó tres de los tantos en la victoria del conjunto chileno por 6-0 ante el club Audax Italiano jugando de visita, siendo su primer partido en anotar una tripleta. Asimismo, al mes siguiente convirtió el primer gol con que la "U" venció 2-1 a Atlético Nacional de Medellín en Santiago, y dos tantos en la goleada 5-0 de "los azules" ante Colo-Colo en el Clásico del fútbol chileno del 29 de abril de 2012. Posteriormente, Matias se proclamó tricampeón del fútbol chileno con la "U", al ganar en tanda de penales a O'Higgins de Rancagua.
El Torneo de Clausura 2012 no lo jugó de manera completa, debido a que sufrió una lesión. Meses después, y debido al excelente rendimiento que mostró sobre todo en la Copa Libertadores y el Torneo de Apertura, Matías fue escogido como lateral derecho del Equipo Ideal de América del año 2012, y postulado a Futbolista del año en Sudamérica.

#### 2013
A inicios del 2013, el club italiano Sampdoria se interesó en contar con sus servicios, haciendo ofertas formales por él en el mes de enero. Finalmente la venta del jugador se concretaría el 22 de enero por 4,2 millones de dólares. Finalmente, Matías se despidió con la hinchada azul el 1 de febrero en un partido contra Audax Italiano (partido que el equipo azul ganaría 1-0), válido por el Torneo Transición 2013. El jugador fue despedido entre aplausos por sus tres años en "La U", donde fue pieza clave de gran parte de los éxitos conseguidos.

### A Europa, Unione Calcio Sampdoria

#### 2013
En enero de 2013, Sampdoria comenzó las negociaciones con el Club Universidad de Chile por el pase del jugador argentino. El conjunto italiano ofrecía 3,2 millones de dólares, oferta que desde un principio Azul Azul no aceptó. Finalmente el equipo italiano sube la oferta a 4,2 millones, dejando satisfechos al directorio de Azul Azul y así confirmando la llegada del jugador argentino a la Sampdoria el día 26 de enero.
El 12 de mayo tuvo su debut con la camiseta de la Sampdoria por la Serie A contra la SS Lazio ingresó siendo titular en cual fue su primer partido y último en la temporada.

#### 2013/14
En el inicio de la temporada se comentaba la posible salida de Matías Rodríguez del club por la poco continuidad. Los clubes que lo pretendían era Boca Juniors y la Universidad de Chile. Al final siguió en el club italiano, su primer partido fue contra el Hellas Verona por la Copa Italia.
En el fin de la temporada con solo 4 partidos en la Sampdoria decidió abandonar el club por continuidad, su siguiente equipo estaría en Brasil más precisamente en el Grêmio.

### Grêmio
Llegó a préstamo al Gremio de Brasil el 31 de mayo, en donde conseguiría un poco más de continuidad pero sin conseguir brillar como en Universidad de Chile.
El 7 de julio, luego de su préstamo en Gremio, se desvincula de la Sampdoria y firma por Universidad de Chile por 3 años.

## Selección nacional
Gracias a sus buenas actuaciones en la Universidad de Chile, en 2012 fue convocado por Alejandro Sabella a la selección argentina para enfrentar a Ecuador por la quinta fecha de las Clasificatorias Brasil 2014 y para un encuentro amistoso ante Brasil. Posteriormente, el 14 de octubre del mismo año, fue convocado de emergencia en reemplazo de Gino Peruzzi con miras al duelo ante Chile a disputarse dos días más tarde, pero no sumó minutos.

## Estadísticas
| Club                         | Div.          | Temporada     | Liga  | Liga  | Copas estatales | Copas estatales | Copas nacionales | Copas nacionales | Torneos internacionales | Torneos internacionales | Total | Total |
| Club                         | Div.          | Temporada     | Part. | Goles | Part.           | Goles           | Part.            | Goles            | Part.                   | Goles                   | Part. | Goles |
| ---------------------------- | ------------- | ------------- | ----- | ----- | --------------- | --------------- | ---------------- | ---------------- | ----------------------- | ----------------------- | ----- | ----- |
| Aucas · Ecuador              | 1.ª           | 2006          | 11    | 2     | —               | —               | —                | —                | —                       | —                       | 11    | 2     |
| Aucas · Ecuador              | Total club    | Total club    | 11    | 2     | 0               | 0               | 0                | 0                | 0                       | 0                       | 11    | 2     |
| LASK Linz · Austria          | 1.ª           | 2007-08       | 1     | 0     | —               | —               | —                | —                | —                       | —                       | 1     | 0     |
| LASK Linz · Austria          | Total club    | Total club    | 1     | 0     | 0               | 0               | 0                | 0                | 0                       | 0                       | 1     | 0     |
| Nacional · Uruguay           | 1.ª           | 2008-09       | 29    | 1     | —               | —               | —                | —                | —                       | —                       | 29    | 1     |
| Nacional · Uruguay           | 1.ª           | 2009-10       | 13    | 2     | —               | —               | —                | —                | 7                       | 0                       | 20    | 2     |
| Nacional · Uruguay           | Total club    | Total club    | 42    | 3     | 0               | 0               | 0                | 0                | 7                       | 0                       | 49    | 3     |
| Universidad de Chile · Chile | 1.ª           | 2010          | 27    | 5     | —               | —               | 1                | 0                | 13                      | 2                       | 41    | 7     |
| Universidad de Chile · Chile | 1.ª           | 2011          | 36    | 4     | —               | —               | 6                | 0                | 10                      | 1                       | 52    | 5     |
| Universidad de Chile · Chile | 1.ª           | 2012          | 34    | 13    | —               | —               | 7                | 2                | 18                      | 4                       | 59    | 19    |
| Sampdoria · Italia           | 1.ª           | 2012-13       | 1     | 0     | —               | —               | —                | —                | —                       | —                       | 1     | 0     |
| Sampdoria · Italia           | 1.ª           | 2013-14       | 2     | 0     | —               | —               | 2                | 0                | —                       | —                       | 4     | 0     |
| Sampdoria · Italia           | Total club    | Total club    | 3     | 0     | 0               | 0               | 2                | 0                | 0                       | 0                       | 5     | 0     |
| Grêmio · Brasil              | 1.ª           | 2014          | 8     | 0     | —               | —               | 1                | 0                | —                       | —                       | 9     | 0     |
| Grêmio · Brasil              | 1.ª           | 2015          | 2     | 1     | 15              | 0               | 3                | 0                | —                       | —                       | 20    | 1     |
| Grêmio · Brasil              | Total club    | Total club    | 10    | 1     | 15              | 0               | 4                | 0                | 0                       | 0                       | 29    | 1     |
| Universidad de Chile · Chile | 1.ª           | 2015-16       | 26    | 3     | —               | —               | 9                | 2                | 2                       | 0                       | 37    | 5     |
| Universidad de Chile · Chile | 1.ª           | 2016-17       | 28    | 4     | —               | —               | 5                | 1                | 2                       | 0                       | 35    | 5     |
| Universidad de Chile · Chile | 1.ª           | 2017          | 12    | 0     | —               | —               | 9                | 1                | —                       | —                       | 21    | 1     |
| Universidad de Chile · Chile | 1.ª           | 2018          | 22    | 3     | —               | —               | 7                | 0                | 5                       | 0                       | 34    | 3     |
| Universidad de Chile · Chile | 1.ª           | 2019          | 22    | 6     | —               | —               | 6                | 3                | 2                       | 0                       | 30    | 9     |
| Universidad de Chile · Chile | 1.ª           | 2020          | 29    | 3     | —               | —               | —                | —                | 2                       | 0                       | 31    | 3     |
| Universidad de Chile · Chile | Total club    | Total club    | 236   | 41    | 0               | 0               | 50               | 9                | 54                      | 7                       | 340   | 57    |
| Defensa y Justicia Argentina | 1.ª           | 2021          | 6     | 0     | —               | —               | 0                | 0                | 10                      | 1                       | 16    | 1     |
| Defensa y Justicia Argentina | Total club    | Total club    | 6     | 0     | 0               | 0               | 0                | 0                | 10                      | 1                       | 16    | 1     |
| Total carrera                | Total carrera | Total carrera | 309   | 47    | 15              | 0               | 56               | 9                | 71                      | 8                       | 451   | 64    |
| 1. 2. 3. 4.                  |               |               |       |       |                 |                 |                  |                  |                         |                         |       |       |

## Palmarés

### Campeonatos nacionales
| Título             | Equipo               | País    | Año     |
| ------------------ | -------------------- | ------- | ------- |
| Primera División   | Nacional             | Uruguay | 2008-09 |
| Primera División   | Universidad de Chile | Chile   | 2011-A  |
| Primera División   | Universidad de Chile | Chile   | 2011-C  |
| Primera División   | Universidad de Chile | Chile   | 2012-A  |
| Copa Chile         | Universidad de Chile | Chile   | 2012-13 |
| Copa Chile         | Universidad de Chile | Chile   | 2015    |
| Supercopa de Chile | Universidad de Chile | Chile   | 2015    |
| Primera División   | Universidad de Chile | Chile   | 2017-C  |

### Campeonatos internacionales
| Título              | Equipo               | País      | Año  |
| ------------------- | -------------------- | --------- | ---- |
| Copa Sudamericana   | Universidad de Chile | Chile     | 2011 |
| Recopa Sudamericana | Defensa y Justicia   | Argentina | 2021 |

### Distinciones individuales
| Distinción                                                                    | Año           |
| ----------------------------------------------------------------------------- | ------------- |
| Mejor Lateral Derecho por el SIFUP                                            | 2012-A        |
| Equipo ideal Copa Libertadores 2012                                           | 2012          |
| Parte del Equipo Ideal de El Gráfico Chile                                    | 2012          |
| Premio al Mejor Deportista Extranjero, del CPD                                | 2012          |
| Parte del Equipo Ideal de América                                             | 2012          |
| Candidato a Futbolista del año en Sudamérica                                  | 2012          |
| Goleador de la Supercopa de Chile                                             | 2015          |
| Defensa más goleador en la historia del Club Universidad de Chile (57 goles)  | 2019-presente |
| Parte del Equipo Ideal de la Década en el Fútbol Chileno (diario El Mercurio) | 2010-2019     |

### Capitán de Universidad de Chile
| Predecesor: Johnny Herrera | Capitán de Universidad de Chile 2019 - 2021 | Sucesor: Fernando de Paul |